# Sébastien Mazé
Sébastien Mazé (París, 8 de febrero de 1984, es un jugador de ajedrez francés, que tiene el título de Gran Maestro desde 2007.
En la lista de Elo de la FIDE de diciembre de 2014, tenía un Elo de 2564 puntos, lo que lo convertía en el jugador número 13 (en activo) de Francia. Su máximo Elo fue de 2594 puntos, en la lista de mayo de 2012 (posición 257 en el ranking mundial).

## Resultados destacados en competición
Mazé obtuvo el título de Maestro Internacional en febrero de 2003, y el de Gran Maestro cuatro años después. En 2005 fue 2.º en el Abierto Internacional de Calviá.
Su cuarto puesto en el Campeonato de Francia de 2008 le permitió participar en la Olimpiada de ajedrez de 2008 en Dresde.
En 2010, empató en los puestos 1.º al 7.º con el Gran Maestro  Aleksandr Riazántsev, Vitali Golod, Leonid Kritz, Sébastien Feller, Christian Bauer y Nadezhda Kossíntseva en la 43.ª edición del Torneo de ajedrez de Biel. En 2012 empató por el segundo puesto en el Abierto de Reykjavik (el campeón fue Fabiano Caruana).
En 2014 fue también segundo en el Festival Sunway Sitges, con 6½ de 9, a medio punto del campeón del torneo, el Gran Maestro ruso Vladímir Baklan. En diciembre de 2015 enpató por los puestos 2.º al 8.º (cuarto en el desempate), de nuevo en el Festival Sunway Sitges, con 6½ punts de 9 (el campeón fue Marc Narciso).

## Otras actividades relacionadas con el ajedrez
En 2009 y 2010 fue segundo tablero de Étienne Bacrot en los importantes torneos de importants Elistá, Dortmund y Nankín. A partir de marzo de 2011, es coautor de la serie de libros en publicación Chess Evolution. Fue nombrado seleccionador del equipo de Francia en julio de 2013 y en noviembre del mismo año dirigió el combinado francés del Campeonato europeo por equipos en Varsovia, donde obtuvo la medalla de plata.